# Bjørnfjell
Bjørnfjell (samisk Bonjovárri) er et fjeld øst for Narvik i Nordland fylke i Norge, ved grænsen til Sverige. Fjeldets top er beliggende er 760 moh. Navnet Bjørnfjell bruges også om hele fjeldområdet, hvor Europavej 10 og Ofotbanen går fra Ofoten mod Sverige, og også om Bjørnfjell station.
Stednavnet skriver sig fra et møde med en bjørn mens arbejderne var ved at gennemføre udstikningen af Ofotbanen i 1883. Ifølge Albert Axelsen, der var til stede, skal bjørnen være flygtet, da en af arbejderne trak sin kniv og løb imod den.
Rigsvejen over Bjørnfjell blev åbnet i 1984 og knyttede området sammen med det svenske vejnet. Siden 1992 har vejen været Europavej 10. Vejens højeste punkt, ca 520 moh., er på Bjørnfjell. Vejen er åben hele året, men bliver af og til lukket i kortere perioder ved uvejr om vinteren. Ved grænsen ligger Bjørnfjell toldstation. Grænseovergangen på Bjørnfjell er den mest trafikerede i Nordland. Den er populær for folk i det nordlige Nordland og Syd-Troms, der vil købe billigt ind i Sverige.
Under det tyske angreb på Norge i april–juni 1940 var der hårde kampe mellem tyske og norske styrker på Bjørnfjell, hvor major Omdals styrke blev nedkæmpet 16. april 1940.
Senere oprettede den tyske besættelsesmagt en fangelejr ved Øvre Jernvann på Bjørnfjell. 283 jugoslaviske krigsfanger døde i lejren. 17. juli 1942 blev 588 jugoslaviske krigsfanger kørt op til Bjørnfjell i lastbiler klædt med pigtråd og sat i midlertidig karantæne. Imens blev deres medfanger, under påskud af at de var smittet med plettyfus, skudt og smidt i massegrave under Beisfjord-massakren.